# Aleksander Kwaśniewski
Aleksander Kwaśniewski (Białogard, 15 novembre 1954) è un politico polacco.

## Biografia
È stato presidente della Polonia dal 23 dicembre 1995 al 23 dicembre 2005 per due mandati consecutivi.